# Master of Arts

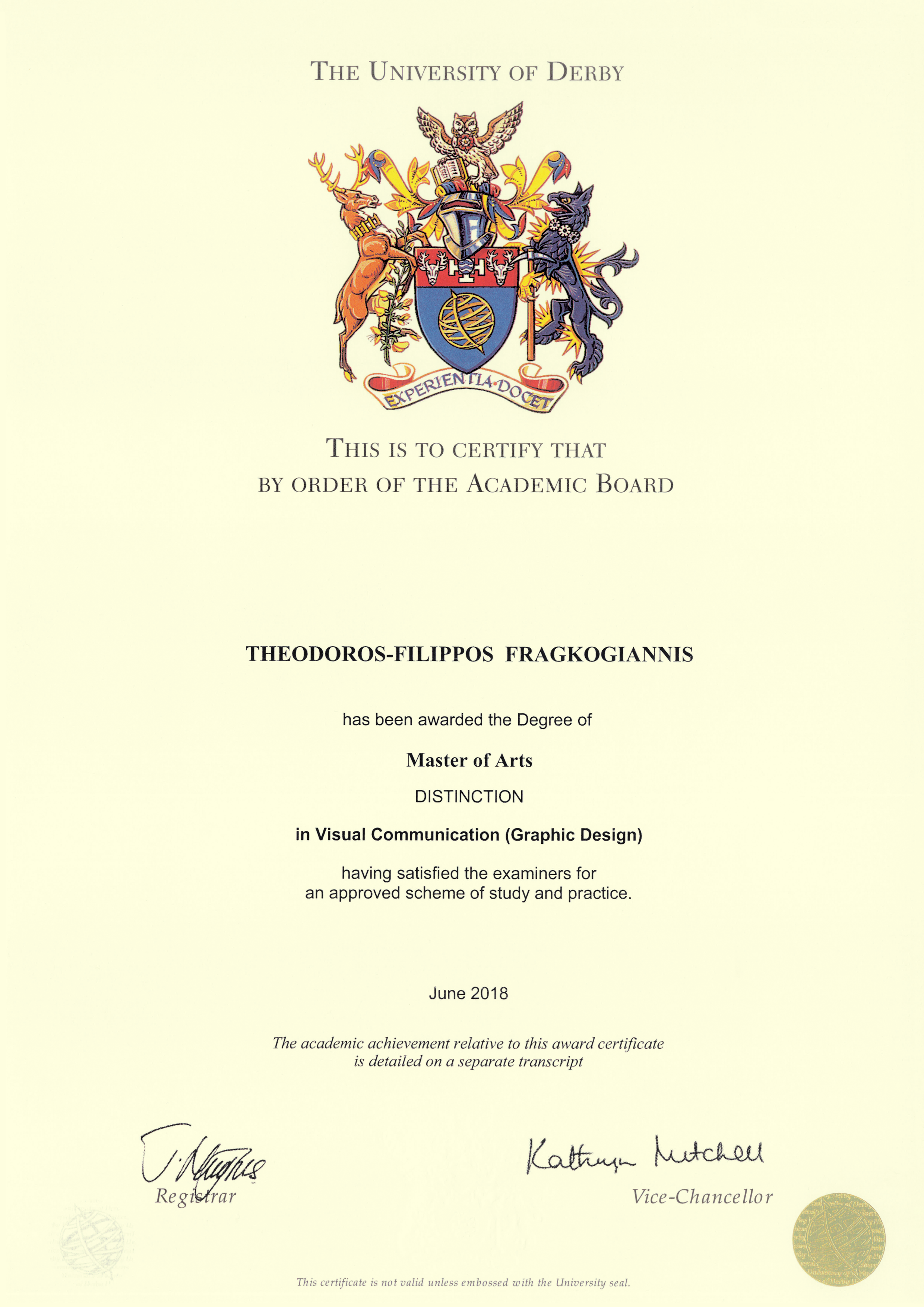
Master of Arts in Comunicazione Visiva (Grafica) conferito dall'University of Derby nel 2018

Il Master of Arts (M.A., MA, A.M., o AM), dal latino medievale Magister Artium, è un titolo di studio universitario corrispondente alla laurea magistrale rilasciata dalle università italiane. Al fine del suo ottenimento, il corso usualmente comprende inglese, storia, geografia e altre discipline umanistiche, filosofiche, sociali, belle arti o (in alcune università) assistenza infermieristica o teologia. Il diploma può essere conferito dopo il superamento un esame, aver effettuato una ricerca o con una combinazione dei due. Al Master of Arts, fa da contraltare il Master of Science  (M.S. o M.Sc.).
Le sue origini risalgono alla licenza di insegnamento o licentia docendi dell'Università di Parigi.

## Regno Unito e Irlanda
Il Master of Arts è generalmente un corso di laurea magistrale "insegnato" che comprende lezioni, esami e una dissertazione basata su una ricerca indipendente. Il corso ha tipicamente una durata di uno o due anni a tempo pieno. Nei corsi di Giurisprudenza il titolo del corso standard è il Master of Laws, ma certi corsi possono condurre al ricevimento di un Master of Arts, master of literature, master of studies (MSt) e all'Università di Oxford al bachelor of civil law (BCL). Queste lauree sono tutte considerate sostitute una dell'altra e quindi generalmente considerati equivalenti.
Alle università di Oxford, Cambridge e Dublino, viene conferito il titolo di Master of Arts dopo un certo numero di anni di studio, senza ulteriori esami, a chi ha già ottenuto il Bachelor of Arts.

Il Master of Arts viene conferito nei campi delle scienze sociali, discipline umanistiche, teologia e belle arti. Comunque in alcune università — particolarmente in quelle scozzesi — viene conferito anche il titolo di Master of Letters (MLitt) nei campi citati negli stessi campi. Il MLitt è un diploma di ricerca all'Università di Cambridge, mentre il Master of Philosophy (MPhil) è il nome dato ad un grado accademico di ricerca avanzata, della durata variabile da uno a tre anni.
Nelle antiche università scozzesi Master of Arts è equivalente a un diploma superiore.
Lo schema di educazione del Regno Unito viene seguito anche in India e in molte nazioni del Commonwealth delle nazioni.

## Stati Uniti d'America
Negli Stati Uniti d'America il Master of Arts (Magister Artium) e Master of Science (Magister Scientiæ) è il livello di studio universitario corrispondente alla laurea magistrale italiana. Può essere completamente basato su studi, interamente su ricerche o generalmente su un misto dei due. Per accedere ai corsi che conferiscono un master è normalmente necessario aver completato un corso universitario di tre anni e aver ottenuto il titolo di bachelor, corrispondente alla laurea italiana. Alcuni programmi di studio conferiscono sia un bachelor che un master dopo circa cinque anni di studio. Alcune università usano il nome latino per questo titolo, come per esempio Artium Magister (A.M.) o Scientiæ Magister (S.M.), tra queste l'Harvard University, Dartmouth College, l'Università di Chicago, il Massachusetts Institute of Technology (MIT), l'University of Pennsylvania e la Brown University usano le abbreviazioni A.M. e S.M. per alcuni dei loro corsi. Un diploma in Master of Arts può essere dato anche in discipline scientifiche, comunemente nelle università della Ivy League, per esempio dalla Harvard University's Graduate School of Arts and Sciences.